# 朴熙富
朴 熙富（パク・ヒブ、朝鮮語: 박희부、1938年10月5日 - 2024年9月22日）は、大韓民国の民主化運動家、政治家。第14代韓国国会議員。
本貫は密陽朴氏。カトリック教徒。

## 経歴
日本統治時代の忠清南道燕岐郡（現・世宗特別自治市）全義面または天安郡（現・天安市）出身。全義初等学校、天安中学校、京畿工業高等学校、東国大学校法政大学卒。同大行政大学院修了（行政学修士）。祖国守護国民協議会会員、6・3（韓日協定反対闘争）同志会常任委員、社団法人4・19革命功労者会選任監事、4・19革命主役団体サランバン会顧問、民主化推進協議会組織局長・常任運営委員・首席副理事長、韓国道路公社理事長、大韓民国憲政会運営委員・理事、新民党中央党組織局長・忠南燕岐地区党委員長・金泳三総裁組織担当秘書官、新韓国党院内副総務、統一国民党所属の第14代国会議員、第14代国会運営・内務・国防・予決常任委員、国会韓日議員連盟幹事、ハンナラ党大統領候補予備選挙朴槿恵中央選挙対策委員会副委員長、ハンナラ党中央選挙対策委員会李明博大統領候補常任特別補佐役を務めた。
2024年9月22日に死去。享年86。